# John Buford
John Buford (sinh ngày 4 tháng 3 năm 1826 - mất 16 tháng 12 năm 1863) là một sĩ quan kỵ binh của phe Liên minh miền Bắc trong cuộc Nội chiến Hoa Kỳ. Ông là một vị tướng tài ba và là người anh hùng của nước Mỹ trong thời Nội chiến, người đóng vai trò quan trọng trong chiến thắng của phe miền Bắc. Buford đã lãnh đạo một đạo quân khai hoả trong trận Gettysburg và ghi danh trong nhiều mặt trận khác. Ông dành cả cuộc đời cống hiến cho sự nghiệp quân sự Hoa Kỳ.

## Thân thế
Buford sinh ra ở Woodford County, Kentucky, nhưng lại lớn lên ở Rock Island, tiểu bang Illinois kể từ năm lên tám tuổi. Cha ông là một chính trị gia thuộc phe Dân chủ có máu mặt ở Illinois và đối thủ chính trị đáng gờm của Abraham Lincoln.
Buford là hậu duệ của người Anh và ông sinh ra trong một gia đình có truyền thống quân sự lâu đời. Ông nội của ông là Simeon Buford từng phục vụ trong đoàn kỵ binh trong Chiến tranh Cách mạng Mỹ dưới trướng Henry "Lighthorse" Lee - cha đẻ của Robert Lee. Chú của ông cũng phục vụ trong một trung đoàn Virginia. Người em trai của ông, Napoleon Bonaparte Buford là một thiếu tướng trong quân đội Liên bang. Người anh em họ của ông, Abraham Buford là thiếu tướng chỉ huy một đội kỵ binh trong quân đội Liên minh miền Nam.

## Di sản
Vào năm 1866 hay 1867 John Buford đã đi qua một thị trấn ở miền Trung nước Mỹ và tên của ông được lấy làm tên địa danh cho thị trấn đây. Đó là thị trấn Buford là sự vinh danh của viên tướng tài ba này. Thị trấn này đã được một người Việt Nam mua lại.